# Carolina Alves
Carolina Meligeni Rodrigues Alves (nacida el 23 de abril de 1996) es una tenista brasileña.

## Trayectoria
Es sobrina del extenista Fernando Meligeni y hermana del tenista Felipe Meligeni Alves.
Alves tiene el ranking más alto de su carrera de 165 en individuales, logrado el 18 de julio de 2022, y el n.º 110 del mundo en dobles, logrado el 18 de julio de 2022. Ha ganado cinco títulos individuales y 22 de dobles en torneos del Circuito Femenino de la ITF.
Alves hizo su debut en el cuadro principal del WTA Tour en el Abierto de Río 2015 en el evento de dobles, junto con Ingrid Gamarra Martins.

## Finales del torneo WTA 125

### Dobles: 1 (subcampeonato)
| Resultado | Fecha          | Torneo                         | Superficie | Compañero             | Adversarios                   | Puntaje  |
| --------- | -------------- | ------------------------------ | ---------- | --------------------- | ----------------------------- | -------- |
| Derrota   | Noviembre 2021 | Abierto de Montevideo, Uruguay | Arcilla    | Marina Bassols Ribera | Irina Bara Ekaterine Gorgodze | 4–6, 3–6 |

## Finales del Circuito ITF

### Individuales: 16 (6 títulos, 11 subcampeonatos)
| Premios                |
| ---------------------- |
| torneos de USD 100 000 |
| torneos de USD 80 000  |
| torneos de USD 60 000  |
| torneos de USD 25 000  |
| torneos de USD 15 000  |
| torneos de USD 10 000  |

| Finales por superficie |
| ---------------------- |
| Dura (0–1)             |
| Arcilla (6–10)         |
| Césped (0–0)           |
| Carpeta (0–0)          |

| Resultado | N.º  | Fecha           | Torneo                      | Nivel  | Superficie | Adversarios               | Puntaje          |
| --------- | ---- | --------------- | --------------------------- | ------ | ---------- | ------------------------- | ---------------- |
| Derrota   | 0–1  | Noviembre 2013  | ITF Rio Preto, Brasil       | 10 000 | Arcilla    | Gabriela Cé               | 2–6, 6–4, 5–7    |
| Derrota   | 0–2  | Noviembre 2016  | ITF Hammamet, Túnez         | 10 000 | Arcilla    | Katharina Hobgarski       | 0–6, 1–6         |
| Victoria  | 1–2  | Diciembre 2016  | ITF Hammamet, Túnez         | 10 000 | Arcilla    | Gaia Sanesi               | 6–3, 6–0         |
| Victoria  | 2–2  | Diciembre 2016  | ITF Hammamet, Túnez         | 10 000 | Arcilla    | Jelena Simić              | 6–0, 4–6, 7–5    |
| Derrota   | 2–3  | Septiembre 2017 | ITF Antalya, Turquía        | 15 000 | Arcilla    | Despina Papamichail       | 1–6, 4–6         |
| Derrota   | 2–4  | Noviembre 2017  | ITF Antalya, Turquía        | 15 000 | Arcilla    | Nicoleta-Cătălina Dascălu | 5–7, 3–6         |
| Derrota   | 2–5  | Septiembre 2018 | ITF Pula, Italia            | 25 000 | Arcilla    | Katharina Hobgarski       | 6–7(3), 2–6      |
| Victoria  | 3–5  | Septiembre 2019 | ITF São Paulo, Brasil       | 15 000 | Arcilla    | Thaisa Grana Pedretti     | 7–5, 6–1         |
| Derrota   | 3–6  | Febrero 2020    | ITF Cancún, México          | 15 000 | Dura       | Andrea Gámiz              | 7–6(5), 5–7, 0–6 |
| Victoria  | 4–6  | Noviembre 2020  | ITF Cairo, Egipto           | 15 000 | Arcilla    | Daria Mishina             | 7–5, 6–4         |
| Derrota   | 4–7  | Noviembre 2020  | ITF Cairo, Egipto           | 15 000 | Arcilla    | Erika Andreeva            | 1–6, 3–6         |
| Victoria  | 5–7  | Diciembre 2020  | ITF Cairo, Egipto           | 15 000 | Arcilla    | Elina Avanesyan           | 6–0, 7–5         |
| Derrota   | 5–8  | Marzo 2021      | ITF Buenos Aires, Argentina | 25 000 | Arcilla    | Yuki Naito                | 6–1, 4–6, 3–6    |
| Derrota   | 5–9  | Febrero 2022    | ITF Tucumán, Argentina      | 25 000 | Arcilla    | Brenda Fruhvirtová        | 3–6, 3–6         |
| Derrota   | 5–10 | Mayo 2022       | Open Saint-Gaudens, Francia | 60 000 | Arcilla    | Ylena In-Albon            | 6–4, 3–6, 4–6    |
| Derrota   | 5–11 | Marzo 2023      | ITF Tucumán 2, Argentina    | 25 000 | Arcilla    | Rosa Vicens Mas           | 2–6, 1–6         |
| Victoria  | 6–11 | Mayo 2023       | ITF Pratja D'aro, España    | 25 000 | Arcilla    | Carlota Martínez Cirez    | 1–6, 6(1)–7, 6-4 |

### Dobles: 40 (23 títulos, 17 subcampeonatos)
| Premios                |
| ---------------------- |
| torneos de USD 100 000 |
| torneos de USD 80 000  |
| torneos de USD 60 000  |
| torneos de USD 25 000  |
| torneos de USD 15 000  |
| torneos de USD 10 000  |

| Finales por superficie |
| ---------------------- |
| Dura (4–2)             |
| Arcilla (19–15)        |
| Césped (0–0)           |
| Carpeta (0–0)          |

| Result   | N.º   | Fecha           | Torneo                          | Nivel  | Superficie | Compañero               | Adversarios                                      | Puntaje             |
| -------- | ----- | --------------- | ------------------------------- | ------ | ---------- | ----------------------- | ------------------------------------------------ | ------------------- |
| Victoria | 1–0   | Septiembre 2013 | ITF Curitiba, Brasil            | 10 000 | Arcilla    | Leticia García Vidal    | Maria Vitória Beirão Ana Clara Duarte            | 4–6, 6–4, [10–8]    |
| Derrota  | 1–1   | Noviembre 2013  | ITF Rio Preto, Brasil           | 10 000 | Arcilla    | Juliana Rocha Cardoso   | Gabriela Cé Nathália Rossi                       | 3–6, 4–6            |
| Derrota  | 1–2   | Abril 2014      | ITF Rio Preto, Brasil           | 10 000 | Arcilla    | Ingrid Gamarra Martins  | Maria Fernanda Alves Paula Cristina Gonçalves    | 2–6, 0–6            |
| Victoria | 2–2   | Junio 2014      | ITF Villa del Dique, Argentina  | 10 000 | Arcilla    | Constanza Vega          | Nathaly Kurata Nathália Rossi                    | 7–6(4), 6–2         |
| Derrota  | 2–3   | Julio 2014      | ITF Campos do Jordão, Brasil    | 15 000 | Dura       | Ingrid Gamarra Martins  | Nathaly Kurata Giovanna Tomita                   | 3–6, 2–6            |
| Victoria | 3–3   | Marzo 2015      | ITF São José dos Campos, Brasil | 10 000 | Arcilla    | Victoria Bosio          | Gabriela Cé Laura Pigossi                        | 7–6(3), 6–4         |
| Victoria | 4–3   | Marzo 2016      | ITF Rio Preto, Brasil           | 10 000 | Arcilla    | Camila Giangreco Campiz | María Herazo González Noelia Zeballos            | 6–3, 6–4            |
| Derrota  | 4–4   | Abril 2016      | ITF Rio Preto, Brasil           | 10 000 | Arcilla    | Julieta Estable         | Fernanda Brito Constanza Vega                    | 6–2, 4–6, [6–10]    |
| Derrota  | 4–5   | Abril 2016      | ITF Bauru, Brasil               | 10 000 | Arcilla    | Julieta Estable         | Nathaly Kurata Eduarda Piai                      | 6–7(4), 5–7         |
| Victoria | 5–5   | Mayo 2016       | ITF Villa María, Argentina      | 10 000 | Arcilla    | Constanza Vega          | Bárbara Gatica Stephanie Mariel Petit            | 6–1, 7–6(4)         |
| Victoria | 6–5   | Junio 2016      | ITF Buenos Aires, Argentina     | 10 000 | Arcilla    | Camila Giangreco Campiz | Sofía Blanco Constanza Vega                      | 2–6, 6–2, [11–9]    |
| Derrota  | 6–6   | Junio 2016      | ITF Oeiras, Portugal            | 10 000 | Arcilla    | Victoria Bosio          | Andrea Ka Laëtitia Sarrazin                      | 6–4, 5–7, [3–10]    |
| Victoria | 7–6   | Julio 2016      | ITF Bruselas, Bélgica           | 10 000 | Arcilla    | Ellen Perez             | Karin Kennel Hélène Scholsen                     | 6–2, 6–3            |
| Victoria | 8–6   | Octubre 2016    | ITF Hammamet, Túnez             | 10 000 | Arcilla    | Karin Kennel            | Fernanda Brito Noelia Zeballos                   | 6–2, 4–6, [11–9]    |
| Derrota  | 8–7   | Noviembre 2016  | ITF Hammamet, Túnez             | 10 000 | Arcilla    | Noelia Zeballos         | Diana Enache Ilona Georgiana Ghioroaie           | 6–3, 1–6, [8–10]    |
| Derrota  | 8–8   | Noviembre 2016  | ITF Hammamet, Túnez             | 10 000 | Arcilla    | Noelia Zeballos         | Tamara Čurović Déborah Kerfs                     | 6–7(5), 3–6         |
| Victoria | 9–8   | Diciembre 2016  | ITF Hammamet, Túnez             | 10 000 | Arcilla    | Tamara Čurović          | Oana Gavrilă Sandra Jamrichová                   | 6–1, 3–6, [10–8]    |
| Victoria | 10–8  | Diciembre 2016  | ITF Hammamet, Túnez             | 10 000 | Arcilla    | Tamara Čurović          | Oana Gavrilă Sandra Jamrichová                   | 6–3, 6–2            |
| Derrota  | 10–9  | Diciembre 2017  | ITF Santiago, Chile             | 25 000 | Arcilla    | Ana Sofía Sánchez       | Tamaryn Hendler Anastasía Pivovárova             | 5–7, 2–6            |
| Victoria | 11–9  | Marzo 2018      | ITF São José dos Campos, Brasil | 15 000 | Arcilla    | Thaisa Grana Pedretti   | Eleni Kordolaimi Dominique Schaefer              | 6–4, 6–1            |
| Derrota  | 11–10 | Junio 2018      | ITF Barcelona, España           | 25 000 | Arcilla    | Jade Suvrijn            | Jessica Ho Wang Xiyu                             | 3–6, 1–6            |
| Derrota  | 11–11 | Junio 2018      | Open Montpellier, Francia       | 25 000 | Arcilla    | Martina Colmegna        | Elixane Lechemia Alice Ramé                      | 7–6(5), 2–6, [6–10] |
| Derrota  | 11–12 | Marzo 2019      | ITF Campinas, Brasil            | 25 000 | Arcilla    | Gabriela Cé             | Danka Kovinić Laura Pigossi                      | 3–6, 2–6            |
| Derrota  | 11–13 | Junio 2019      | ITF Roma, Italia                | 60 000 | Arcilla    | Elena Bogdan            | Elisabetta Cocciaretto Nicoleta-Cătălina Dascălu | 5–7, 6–4, [7–10]    |
| Derrota  | 11–14 | Junio 2019      | ITF Padua, Italia               | 25 000 | Arcilla    | Gabriela Cé             | Cristina Dinu Angelica Moratelli                 | 6–7(7), 6–3, [8–10] |
| Victoria | 12–14 | Septiembre 2019 | ITF Bagnatica, Italia           | 25 000 | Arcilla    | Gabriela Cé             | Martina Caregaro Federica Di Sarra               | 6–2, 1–6, [10–5]    |
| Victoria | 13–14 | Octubre 2019    | ITF Cúcuta, Colombia            | 25 000 | Arcilla    | Renata Zarazúa          | Emiliana Arango Victoria Bosio                   | 6–1, ret.           |
| Derrota  | 13–15 | Noviembre 2019  | ITF Orlando, Estados Unidos     | 25 000 | Arcilla    | Renata Zarazúa          | Katharine Fahey Stephanie Wagner                 | 6–4, 2–6, [7–10]    |
| Victoria | 14–15 | Febrero 2020    | ITF Cancún, México              | 15 000 | Dura       | Andrea Gámiz            | Tiphanie Fiquet Léolia Jeanjean                  | 5–7, 6–2, [11–9]    |
| Victoria | 15–15 | Septiembre 2020 | ITF Porto, Portugal             | 15 000 | Dura       | Marina Bassols          | Júlia Payola Himeno Sakatsume                    | 6–3, 4–6, [10–7]    |
| Victoria | 16–15 | Agosto 2021     | ITF Bydgoszcz, Polonia          | 25 000 | Arcilla    | Iryna Shymanovich       | Hiroko Kuwata Yuliana Lizarazo                   | 6–1, 3–6, [10–5]    |
| Derrota  | 16–16 | Agosto 2021     | ITF Radom, Polonia              | 25 000 | Arcilla    | Iryna Shymanovich       | Mana Kawamura Funa Kozaki                        | 4–6, 2–6            |
| Victoria | 17–16 | Agosto 2021     | ITF Vrnjačka Banja, Serbia      | 25 000 | Arcilla    | Andrea Gámiz            | Ioana Loredana Roșca Sandra Samir                | 6–4, 6–1            |
| Victoria | 18–16 | Agosto 2021     | ITF Přerov, República Checa     | 60 000 | Arcilla    | Sarah Beth Grey         | Mana Kawamura Funa Kozaki                        | 6–4, 3–6, [13–11]   |
| Victoria | 19–16 | Septiembre 2021 | ITF Viena, Austria              | 25 000 | Arcilla    | Martyna Kubka           | Erika Andreeva Ekaterina Kazionova               | 6–7(1), 6–4, [10–7] |
| Victoria | 20–16 | Septiembre 2021 | ITF Leiria, Portugal            | 25 000 | Dura       | Anastasia Tikhonova     | Celia Cervino Ruiz Angelica Moratelli            | 6–4, 6–4            |
| Victoria | 21–16 | Octubre 2021    | ITF Lima, Perú                  | 25 000 | Arcilla    | Andrea Gámiz            | Victoria Rodríguez Bibiane Schoofs               | 6–3, 7–6(2)         |
| Victoria | 22–16 | Noviembre 2021  | Aberto da República, Brasil     | 60 000 | Arcilla    | María Lourdes Carlé     | Valeriya Strakhova Olivia Tjandramulia           | 6–2, 6–1            |
| Derrota  | 22–17 | Noviembre 2022  | ITF Barranquilla, Colombia      | 60 000 | Dura       | Valeriya Strakhova      | Tímea Babos Kateryna Volodko                     | 6–3, 5–7, [7–10]    |
| Victoria | 23–17 | Agosto 2022     | ITF Brasilia, Brasil            | 80 000 | Dura       | Julia Riera             | Eden Silva Valeriya Strakhova                    | 6–2, 6–3            |

## Videos
- Carolina Alves Vs. Tara Moore - Singles - W60 TRARALGON en YouTube.
- Carolina Meligeni Alves se despede do Brasil Tennis Cup 2015 en YouTube.

## Redes sociales
- Twitter
- Instagram

- Datos: Q19281575
- Multimedia: Carolina Meligeni Alves / Q19281575